# پارک ملی کان-آچو
پارک ملی کان-آچو (به لاتین: Kan-Achuu Nature Park) یک پارک ملی در قرقیزستان است که در شهرستان دقوز دارا واقع شده‌است.